# Турново (Северная Македония)
Турново (макед. Турново) — деревня в муниципалитете Босилово, Северная Македония.

## Демография
По данным переписи 2002 года в селе проживал 941 человек. Население по этнической принадлежности:
- Македонцы — 941

## Спорт
Местный футбольный клуб «Горизонт» занял второе место в Первой футбольной лиге Македонии 2013-14 и дважды участвовал в Лиге Европы УЕФА. Однако они проводят домашние матчи в Струмице.